# Biwer
Biwer is een gemeente in het Luxemburgse Kanton Grevenmacher.
De gemeente heeft een totale oppervlakte van 23,08 km² en telde 1644 inwoners op 1 januari 2007.

## Evolutie van het inwoneraantal
| Jaar                              | 2001 | 2002 | 2003 | 2004 | 2005 |
| --------------------------------- | ---- | ---- | ---- | ---- | ---- |
| Inwoneraantal                     | 1492 | 1500 | 1543 | 1588 | 1618 |
| Opmerking: tellingen op 1 januari |      |      |      |      |      |

## Plaatsen in de gemeente
- Biwer
- Biwerbaach
- Boudler
- Boudlerbach
- Breinert
- Brouch
- Hagelsdorf
- Wecker
- Weydig